# Song Ji-ho
Dans ce nom coréen, le nom de famille, Song, précède le nom personnel.
Song Ji-ho, né le 28 janvier 1992, est un acteur sud-coréen. En 2016, il obtient un petit rôle dans la saison 1 de Hello My Twenties!.
Il a également joué le fils du docteur cha dans la série du même nom.

## Filmographie

### Cinéma
- 2013 : Friend: The Great Legacy : Jae-chil
- 2014 : Night Flight : Jae-yeon

### Télévision
- 2013 : Firstborn : Bum-suk
- 2014 : Gunman in Joseon : Nakamura
- 2014 : Hi! School: Love On : Seo Yo-han
- 2015 : D-Day : Lee Woo-sung
- 2016 : Memory : Chun Min-gyoo
- 2016 : Hello, My Twenties! : Le harceleur de Kang Yi-na
- 2017 : Stranger : Park Soon-chang
- 2017 : Hospital Ship : Kang Jung-ho
- 2017 : Drama Special – Bad Families[2] : Kim Min-gook
- 2017 : Jugglers : Go Myung-suk
- 2018: I Picked Up A Celebrity On The Street : Mir

He was picked up as the most handsome male actor by netizen in 2019